# Michal Bat-Adam

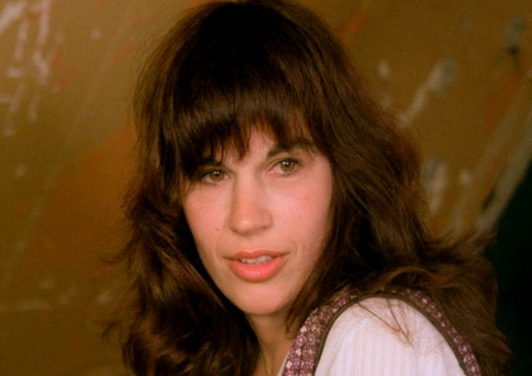
Michal Bat-Adam in dem Film Atalia (1984)

Michal Bat-Adam (hebräisch מיכל בת-אדם; * 2. März 1945 in Afula) ist eine israelische Schauspielerin, Regisseurin und Drehbuchautorin.

## Leben
Bat-Adam studierte an der Academy of Music in Tel Aviv und an der Beit Zvi School of Performing Arts in Ramat Gan. In den frühen 1970er-Jahren begann sie ihre Filmkarriere als Schauspielerin. Ab 1979 wandte sie sich auch der Filmregie zu. Ihr Schaffen umfasst rund ein Dutzend Regiearbeiten, bei denen sie auch für das Drehbuch verantwortlich zeichnete.
1998 wurde sie für den Ophir Award in der Kategorie „Regie“ nominiert.
2021 wurde Bat-Adam mit einem Israel-Preis ausgezeichnet.

## Filmografie (Auswahl)
Als Darstellerin
- 1970: Höllenkommando (Ha-Pritza Hagdola)
- 1973: Das Haus in der dritten Straße (Ha-Bayit Berechov Chelouche)
- 1973: Töchter, Töchter! (Abu el Banat)
- 1975: Wovon die Frauen träumen (Ha-Diber H-11)
- 1977: Madame Rosa (La vie devant soi)
- 1979: Augenblicke der Zärtlichkeit (Moments de la vie d’une femme; auch Regie + Drehbuch)
- 1983: Hanna K.
- 1984: Atalia
- 1987: Ha-Me’ahev
- 1993: Ha-Dod Peretz Mamri
- 2008: BeTipul (Fernsehserie, 5 Folgen)

Als Regisseurin
- 1979: Moments
- 1980: Vor dem Abgrund (Al Hevel Dak; auch Drehbuch)
- 1991: La Femme du déserteur
- 1999: Ahava Mimabat Sheni
- 2010: Maya
- 2016: Hadereh lean  (auch Drehbuch, Producer + Schnitt)